# Ľudovít Mangera
Ľudovít Mangera (19. srpna 1936 – 26. července 2013 Košice) byl slovenský fotbalový obránce.

## Hráčská kariéra
V československé lize hrál za Jednotu Košice, aniž by skóroval (24.08.1958–26.09.1959).

### Prvoligová bilance
| Ročník          | Zápasy | Góly | Minuty | Klub           |
| --------------- | ------ | ---- | ------ | -------------- |
| I. liga 1958/59 | 20     | 0    | 1 298  | Jednota Košice |
| I. liga 1959/60 | 3      | 0    | 117    | Jednota Košice |
| CELKEM I. LIGA  | 23     | 0    | 1 415  |                |